# Dollaseit-(Ce)
Dollaseit-(Ce) là một khoáng vật silicat đảo kép thuộc nhóm epidot, có công thức hóa học là CaREE+3Mg2AlSi3O11F(OH), với  xeri là nguyên tố đất hiếm (REE) phổ biến. Nó cũng có lanthan, neodymi, praseodymi, samari, gadolini, và khi ceri REE chiếm chủ yếu, thì tên và công thức sẽ khác. Khoáng vật này được phát hiện và miêu tả đầu tiên bởi P. Geijer năm 1927, ở mỏ Ostanmossa, Norberg, Thụy Điển, là một dạng địa phương. Đầu tiên, nó được đặt tên là " orthit mangan" do mối quan hệ của nó với orthit (orthit là một thành viên cuối dãi giàu sắt). Khi orthit bị đổi tên thành allanit năm 1986, bao gồm cả thành viên cuối cùng chứa Mg. Peacor và Dunn xác định thành thành viên cuối Mg vào năm 1988 là dollaseit, đặt theo tên Wayne A. Dollase, người tiên phong trong nghiên cứu về epidot và là giáo sư khoáng vật học lâu năm tại UCLA. Việc xác định lại này là cần thiết bởi vì sự thay thế kết hợp khác nhau giữa clinozoisit-allanit và clinozoisit-dollaseit. Sự thay thế clinozoisit-dollaseit là REE + Mg = Ca + Al và Mg + F = Al + O..